# Kanton Nancy-Nord
Der ehemalige französische Kanton Nancy-Nord im Arrondissement Nancy im Département Meurthe-et-Moselle umfasste bis zu seiner Auflösung 2015 einen Teil der Stadt Nancy. Der Rest der Stadt war in die Kantone Nancy-Est, Nancy-Sud und Nancy-Ouest unterteilt. Letzter Vertreter im Generalrat des Départements war von 2004 bis 2015 Mathieu Klein.

## Lage
Der Kanton lag im Zentrum der Südhälfte des Départements Meurthe-et-Moselle.

Lage des Kantons Nancy-Nord im Département Meurthe-et-Moselle

Folgende Stadtquartiere von Nancy waren Teil des Kantons:
- Boudonville
- Scarponne
- Libération
- Saint-Fiacre
- Trois-Maisons
- Crosnes-Vayringe
- Gentilly
- Haut-du-Lièvre
- Léopold
- Vieille-ville